# Пасічне (Білгород-Дністровський район)
Па́січне — селище Плахтіївської сільської громади Білгород-Дністровського району Одеської області в Україні. Населення становить 464 особи.

## Населення
Згідно з переписом УРСР 1989 року чисельність наявного населення селища становила 528 осіб, з яких 263 чоловіки та 265 жінок.
За переписом населення України 2001 року в селі мешкали 464 особи.

### Мова
Розподіл населення за рідною мовою за даними перепису 2001 року:
| Мова       | Відсоток |
| ---------- | -------- |
| українська | 63,36 %  |
| молдовська | 19,83 %  |
| російська  | 12,72 %  |
| болгарська | 3,88 %   |
| інші       | 0,21 %   |